# Joseph Oudeau
Joseph Oudeau (* 1607 in Gray, Franche-Comté; † 25. Oktober 1668 in Besançon) war ein französischer Jesuit und Prediger.

## Leben
Joseph Oudeau erhielt seine Ausbildung bei den Jesuiten und trat 1826 in ihren Orden ein, ohne sich jedoch durch unauflösliche Eide an sie zu binden. Er wurde zuerst Lehrer in den alten Sprachen und in der Rhetorik. Nachdem er diese Tätigkeit sieben Jahre versehen hatte, widmete er sich ausschließlich dem Predigeramt und trat dabei  mit großem Beifall auf den bedeutendsten Kanzeln von Paris und Lyon auf. Gegen Ende seines Lebens zog er sich nach Besançon zurück.
Zu seinen Werken zählen:
- Les panégyriques des fondateurs des ordres religieux (Paris 1664), mit einem Vorwort, in dem die Kunstgriffe von Lobreden erklärt werden
- L’illustre criminel, ou les inventions merveilleuses de la colère de Dieu dans la punition du pécheur, représenté par le roi Balthazar (Lyon 1665), eine Sammlung von Adventpredigten, an welcher der Verfasser zehn Jahre lang arbeitete
- Panégyriques pour toutes les fêtes de la Sainte-Vierge (Lyon 1665)
- Le prédicateur évangélique, ou discours pour tous les jours du carême (Lyon 1667), eine Sammlung von Predigten für jeden Tag der Fastenzeit
- Le Banquet d’Élie ou les merveilles de la table de Jésus (Lyon 1668), Predigten für die Oktav des Fronleichnam-Festes